# Соболи (Смоленский район)
Соболи — деревня в Смоленском районе Смоленской области России. Входит в состав Волоковского сельского поселения. По состоянию на 2007 год постоянного населения не имеет. 
Расположена в западной части области в 20 км к северо-западу от Смоленска, в 3 км севернее автодороги М1 «Беларусь», на берегу реки Удра. В 7 км южнее деревни расположена железнодорожная станция Куприно на линии Смоленск — Витебск. 

## История
В годы Великой Отечественной войны деревня была оккупирована гитлеровскими войсками в июле 1941 года, освобождена в сентябре 1943 года. 